# Королівське джерело (Бучач)
Королівське джерело, або Джерело Яна Собеського — одне з пам'ятних місць Бучача (нині Тернопільська область).

## Відомості

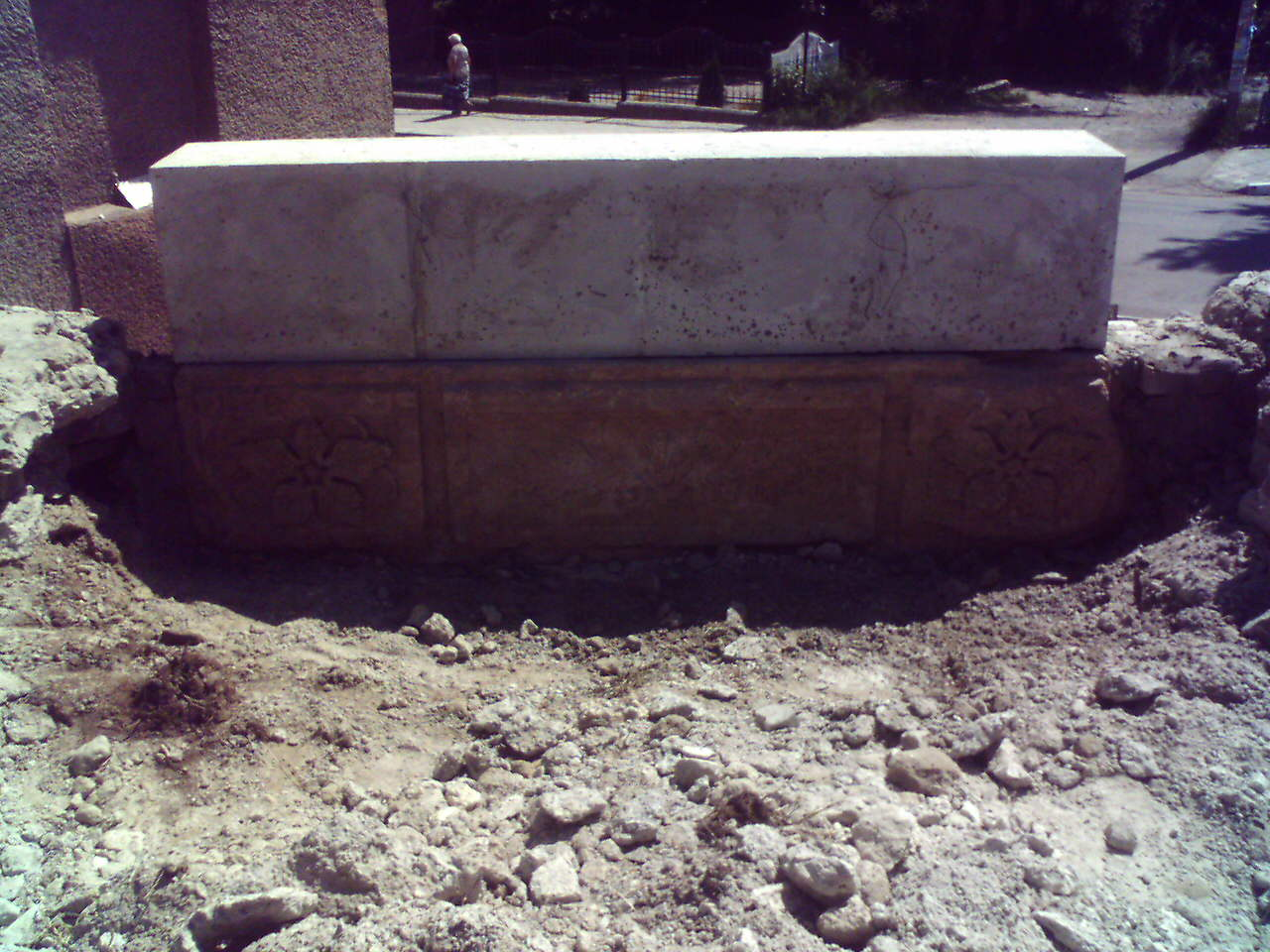
Тильна сторона частини скульптури під час монтажу пам'ятки 2016

Весною 1684 р. військо Речі Посполитої на чолі з тріумфатором Відня королем Яном III Собеським, якого супроводжувала дружина Марія Казимира, вирушило на Поділля. Під місто Язловець вислали генерала коронної артилерії Марціна Казімежа Концького (Контського), який відправив на переговори про капітуляцію турків парламентаря, головного інженера артилерії, давнього соратника Яна III, француза Філіпа Дюпонта. На світанку 24 серпня польська артилерія дала перший залп по Язловецькому замку.
За легендою, під час цього походу біля джерела зупинився напитися води король Ян III Собеський.
За австрійських часів польська громада міста вирішила вшанувати пам'ять про короля та відвідини ним міста, мистецьки оформивши джерело до 200-річчя битви під Віднем. Зокрема, майстри виготовили кам'яний портал, з труби в якому витікає вода. Портал прикрашала мідна (чи бронзова) таблиця, які вкрали невідомі зловмисники. Дослідник Олег Рибчинський припускав, що для цього використали портали, які прикрашали зруйновані під час Першої світової війни будинки (може, старі ренесансові кам'яниці) в розташованому неподалік колишньому місті Язлівці.
Також на розташованій вище джерела підпірній стіні встановили кам'яну пам'ятну плиту з написом, що біля цього джерела відпочивав король, яка збереглася донині.
У час відновлення Незалежности спочатку частково відновили місце поблизу джерела, а 2015 року вирішили зробити це повністю. Кам'яні фрагменти пам'ятника демонтували зі стіни, доправили до Львова для подальшої реставрації та консервації, участь у якій брав, зокрема, уродженець міста, доктор Микола Бевз. Після необхідних робіт пам'ятник встановлять на звичному місці.
Під час святкування Дня міста 26 липня 2015 року до Бучача завітала делегація з міста-партнера Казімежі-Велької на чолі з бурмістром Адамом Анджеєм Бодзьохом. Під час святкової меси в парафіяльному костелі за участи, зокрема, ксьондзів-поляків урочисто посвятили виготовлену в Польщі таблицю, яку привезли гості. Її планували встановити замість утраченої на порталі джерела.
Вночі з 15 на 16 червня 2016 невідомі вандали порозкидали підготовлені для встановлення частини скульптурної композиції, завдавши їм, щоправда, відносно незначних пошкоджень. Завдяки наявності відеокамер поліція змогла вийти на слід зловмисників.
31 липня 2016 року в День міста за участи гостей з Польщі урочисто відкрили оновлену композицію пам'ятки.